# الاتصالات في كوريا الشمالية
يشير مفهوم الاتصالات في كوريا الشمالية إلى خدمات الاتصالات المتاحة في كوريا الشمالية. لم تعتمد كوريا الشمالية تكنولوجيا الإنترنت السائدة بشكل كامل نظرًا لسياساتها الانعزالية.

## الهاتف
يتوفر في كوريا الشمالية نظام تهاتف مقبول، يشمل 1.18 مليون خط ثابت في عام في عام 2008. غير أن معظم الهواتف مركبة فقط لدى كبار المسؤولين الحكوميين. يجب على الشخص الذي يريد تثبيت هاتف ملء استمارة تشير إلى رتبته، ولماذا يرغب/ترغب في الحصول على هاتف، وكيف سيدفع/تدفع مقابل ذلك. تركب معظم الهواتف في المكاتب الحكومية والمزارع الجماعية والشركات المملوكة للدولة، ولا يحتل الأفراد المواطنون سوى 10% من تلك النسبة. بحلول سنة 1970، أصبحت شبكات التبديل التلقائي قيد الاستخدام في بيونغ يانغ، وسينويجو، وهامهنغ، وهياسان. بدأ عدد قليل من أكشاك الهاتف العامة بالظهور في بيونغ يانغ حوالي عام 1990. في منتصف التسعينيات، تم تركيب نظام تبديل تلقائي مبني على نظام «إي-10 أيه» في بيونغ يانغ أنتجته مصانع شركة ألكاتيل المساهمة في الصين. أعلن الكوريون الشماليون في عام 1997 أن التحويل التلقائي قد حل محل التحويل اليدوي في بيونغ يانغ و70 موقعًا آخر. ذكرت الصحف الكورية الشمالية في عام 2000 أن كابل الألياف البصرية قد مد إلى ميناء نامبو وأن مقاطعة بيونغان الشمالية تم توصيلها بكابل من الألياف البصرية.

### الهواتف النقالة
في شهر نوفمبر من عام 2002، أدخلت الهواتف النقالة إلى كوريا الشمالية، وبحلول شهر نوفمبر 2003، اشترى 20 ألف مواطن كوري هواتف نقالة.
كان هناك حظر على الهواتف الخلوية امتد بين عامي 2004 و2008.
في ديسمبر 2008، أطلقت في بيونغ يانغ خدمة جديدة للهواتف النقالة، تديرها شركة أوراسكوم المصرية، ولكن حكومة كوريا الشمالية سرعان ما صادرت ملكية الشركة وعائداتها. يدعى الاسم الرسمي لخدمة الهاتف النقال من الجيل الثالث في كوريا الشمالية باسم كوريولينك، وهو خاضع اليوم فعليًا لسيطرة المؤسسة الكورية للبريد والاتصالات المملوكة من قبل الدولة. زاد الطلب على هذه الخدمة منذ إطلاقها.
في شهر مايو عام 2010، امتلك أكثر من 120 ألف مواطن كوري هاتفًا نقالًا؛ ازداد هذا العدد ليصل إلى 301 ألف بحلول شهر سبتمبر 2010، و660 ألف بحلول شهر أغسطس 2011، و900 ألف بحلول شهر ديسمبر 2011. أبلغت شركة أوراسكوم عن وجود 432 ألف مشترك من كوريا الشمالية بعد سنتين من بدء عملها (منذ ديسمبر 2010)، ليزداد العدد إلى 8.9 ألف بحلول شهر سبتمبر 2011، وتجاوز المليون مشترك بحلول شهر فبراير 2012. بحلول شهر أبريل 2013، اقترب عدد المشتركين من مليوني مشترك. بحلول سنة 2015، ارتفع العدد إلى ثلاثة ملايين.
وفي عام 2011، كان 60% من مواطني بيونغ يانغ الذين تتراوح أعمارهم بين 20 و50 عامًا يمتلكون هاتفًا نقالًا. في الخامس عشر من يونيو عام 2011، أكد موقع StatCounter.com أن بعض الكوريين الشماليين يستخدمون أجهزة الآيفون التي تطرحها شركة أبل، فضلا عن هواتف نوكيا وسامسونج الذكية.
في نوفمبر عام 2020، لم يكن بوسع أي هاتف محمول الاتصال إلى أو خارج البلاد، ولم يكن هناك اتصال بالإنترنت. تغطي شبكة من الجيل الثالث حاجة 94% من المستخدمين، ولكن 14% فقط من مساحة البلاد.
لا توجد اتفاقيات تجوال دولية خاصة مع شركة كريولينك. يستطيع زوار كوريا الشمالية شراء بطاقات وحدة تعريف المشترك (سيم) المدفوعة مسبقًا لإجراء مكالمات دولية (ولكن ليست محلية). قبل شهر يناير 2013، كان على الأجانب تسليم هواتفهم عند المعبر الحدودي أو المطار قبل دخول البلاد، ولكن مع توفر بطاقات سيم المحلية لم تعد هذه السياسة حيز التنفيذ. على أية حال، فإن الولوج للإنترنت متاح فقط للأجانب المقيمين و ليس للسياح.